# قلعه قمشلو
قلعه قمیشلو تیران  مربوط به دوره قاجار است و در تیران، پناهگاه حیات وحش واقع شده و این اثر در تاریخ ۲۵ اسفند ۱۳۸۰ با شمارهٔ ثبت ۵۴۳۷ به‌عنوان یکی از آثار ملی ایران به ثبت رسیده‌است.